# Oides pallidipennis
Oides pallidipennis es una especie de insecto coleóptero de la familia Chrysomelidae.
Fue descrita científicamente en 1909 por Gahan.